# محيفيف (المهرة)

تعديل مصدري - تعديل

محيفيف هي إحدى قرى عزلة الغيظة بمديرية الغيظة التابعة لمحافظة المهرة، بلغ تعداد سكانها 2561 نسمة حسب تعداد اليمن لعام 2004.